# AAPT Championships 2003
L'AAPT Championships 2003 è stato un torneo di tennis giocato sul cemento.
È stata la 27ª edizione del Torneo di Adelaide,
che fa parte della categoria International Series nell'ambito dell'ATP Tour 2003.
Si è giocato ad Adelaide in Australia dal 30 dicembre 2002 al 6 gennaio 2003.
Nikolaj Davydenko ha vinto il suo primo titolo in carriera.

## Campioni

### Singolare
Nikolaj Davydenko ha battuto in finale  Kristof Vliegen con il punteggio di 6–2, 7–6(3).

### Doppio
Jeff Coetzee /  Chris Haggard hanno battuto in finale  Maks Mirny /  Jeff Morrison con il punteggio di 2–6, 6–4, 7–6(7).